# Tommaso Giusti
Tommaso Giusti (* um 1644 in Venedig; † 24. September 1729 in Hannover) war ein italienischer Architekt, Hof- und Bühnendekorationsmaler und Theateringenieur. Er zählt zu der Schar der nach dem Dreißigjährigen Krieg im europäischen Zeitalter des Absolutismus im heutigen Niedersachsen eingewanderten Künstler, die weitgehend zur Stilbildung des Barock beigetragen haben. Während über die Jugend Guistis nur wenig bekannt ist, legen neuere Forschungen nahe, dass Giusti später „wahrscheinlich öfter als bisher angenommen als Architekt tätig war“.

## Leben
Tommaso Giusti war der Schüler seines Vaters, eines venetianischen Bauführers, der unter A. Cominelli und dem Baumeister Baldassare Longhena arbeitete. „Wahrscheinlich“ durchlief der junge Tommaso auch eine Ausbildung bei Longhena – zwei später von Guisti für sich reklamierte italienische Kirchenbauten in Parma und Reggio, konnten bisher (Stand: 2009) aber wissenschaftlich nicht verifiziert werden.
„Wohl durch Vermittlung von Agostino Steffani“, dem apostolischen Vikar von Ober- und Niedersachsen, zugleich hannoverscher Hofkapellmeister und venezianischer Landsmann Giustis, wurde Tommaso Giusti am 9. Februar 1689 als Bühnendekorationsmaler in die Residenzstadt Hannover berufen. Noch im selben Jahr begann Giusti an dem „wohl von Johann Peter Wachter“ entworfenen und im Bau befindlich Schlossopernhaus mit dessen dekorativer Ausgestaltung und dem Bau von Theatermaschinen.
Nach der Erhebung des Fürstentums/Herzogtums Calenberg zum Kurfürstentum Hannover 1692 wurde Giusti im Folgejahr 1693 zum Hofmaler mit fester Besoldung ernannt. Er stand auch mit Gottfried Wilhelm Leibniz in Kontakt, „für den er im Jahr seiner Reise nach Venedig (1694) Himmelsgloben anfertigte“.

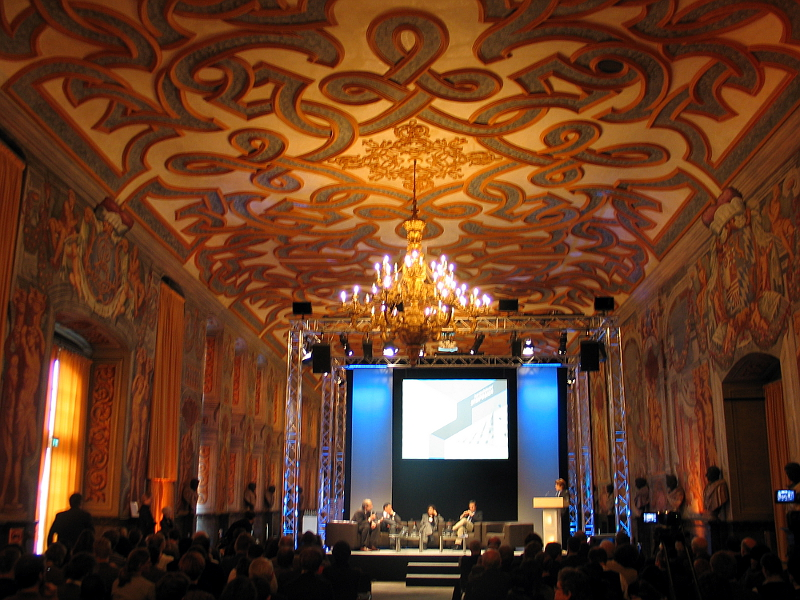
Stuckaturen an der Decke des Galeriegebäudes, hier 2012 während einer Veranstaltung der VolkswagenStiftung mit Dennis Meadows

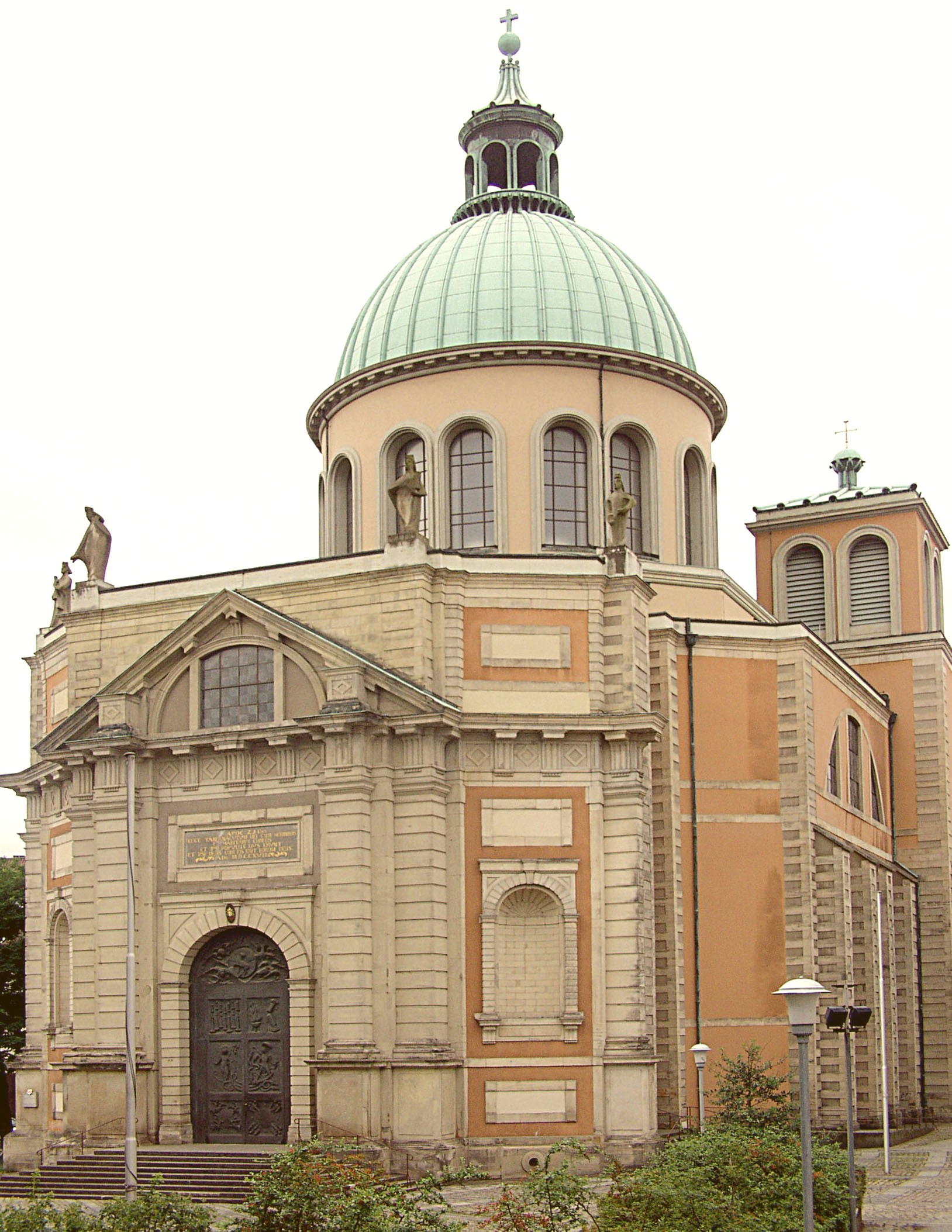
Der Neubau von 1947 bis 1957 von St. Clemens in Hannover, nun mit Kuppeldach

1696/98 entwarf Giusti für das Galeriegebäude im Großen Garten von Herrenhausen die Stuckaturen, die dann durch Pietro Rosso und Dossa Grana ausgeführt wurden. Das Gebäude malte Guisti mit Fresken aus, unter denen der Aeneas-Zyklus im Mittelsaal herausragt. „Eventuell“ war Giusti auch am Bau des Galeriegebäudes selbst beteiligt.
Noch „um 1700“ war Tommasio Giusti „wahrscheinlich“ mit der Ausdekorierung des Schlosses derer von Platen im Von-Alten-Garten tätig; errichtete 1700 das Trauergerüst für die verstorbene Gräfin E. von Platen. Im selben Jahr war Giusti in Berlin tätig, wo er das – heute nicht mehr vorhandene – Theater auf dem Stallplatz errichtete und mit maschineller Einrichtung versah.
Um 1707 entwarf Giusti für das von Louis Remy de la Fosse errichtete Jagdschloss Göhrde den Freskenzyklus sowie die dortige Theaterdekoration.
Wiederum in Hannover nahm Guisti 1711 den Auftrag zur Bauleitung der katholischen Propsteikirche St. Clemens an, lieferte 1713 ein (im Historischen Museum Hannover erhaltenes) Baumodell ab und 1714 den endgültigen Ausführungsriss nach dem Vorbild der seinerzeit bekannten venezianischen Kreuzkuppelkirchen. Allerdings blieb die Clemenskirche dann mangels hinreichender Geldmittel doch ohne Kuppel.
Tommaso Giusti blieb ledig und starb 1729 in Hannover. Er wurde in der Gruft der von ihm erbauten Clemenskirche beigesetzt.

## Bekannte Werke
- 1694–1698: Fresken im Galeriegebäude in Hannover-Herrenhausen; erhalten[1]
- 1698–1702: Vermutlich die gesamte Dekoration im Schloss derer von Platen (später derer von Alten) in Linden; während der Luftangriffe auf Hannover 1943 zerstört[1]
- ab 1699: Dekoration und Maschineneinrichtung im Opernhaus im Leineschloss; nicht erhalten[1]
- 1700: Bau des Theater auf dem Stallplatz in Berlin, nicht erhalten[2]
- 1707: Freskenzyklus des 1826 abgebrochenen Jagdschlosses Göhrde bei Dannenberg[1]
- 1707: Ausgestaltung von zwei Gartenkabinetten im Großen Garten in Herrenhausen[2]
- 1711–1718: Bauausführung der im Zweiten Weltkrieg zerstörten Kirche St. Clemens in Hannover,
  - von der sich Guistis Baumodel von 1713 im Historischen Museum Hannover erhalten hat und die in veränderter Form 1947 bis 1957 durch Otto Fiederling wieder errichtet wurde[2]
- Entwürfe für die Prunksärge der Clara Elisabeth von Platen und des Franz Ernst von Platen; ausgeführte Treibarbeit durch den Gold- und Kupferschmied Philipp Jacob Hornung; die Särge sind nur noch als Kupferstiche sowie als s/w-Fotos erhalten[5]